# Magomied Sulejmanow
Magomied Alijewicz Sulejmanow (znany również jako Abu Usman Gimrinski, ros. Абу Усман Гимринский, ur. 1976, zm. 11 sierpnia 2015) – dagestański bojownik, następca Ali Abu-Muchammada i przywódca islamistycznego Emiratu Kaukaskiego.

## Życiorys
Pochodził z miejscowości Gimry w Dagestanie. Studiował na University Of Fatah Al-Islami w Damaszku. Po powrocie do Dagestanu objął w 2005 roku funkcję kadiego centralnego meczetu w Gimry. W 2006 roku przystąpił do zbrojnej rebelii obejmując funkcję kadiego Dagestanu, jednak pod wpływem krewnych w 2008 roku ujawnił się i został amnestionowany.
Po zabiciu Ali Abu-Muchammada przez rosyjskie siły bezpieczeństwa w kwietniu 2015 roku został wybrany na nowego lidera Emiratu Kaukaskiego, wybór został ogłoszony 2 lipca 2015 roku za pośrednictwem mediów społecznościowych. Zginął 11 sierpnia 2015 roku wraz z trzema innymi bojownikami podczas operacji rosyjskich sił bezpieczeństwa w Dagestanie.